# Peru nos Jogos Olímpicos de Inverno da Juventude de 2012
O Peru participou dos Jogos Olímpicos de Inverno da Juventude de 2012, a serem realizados em Innsbruck, na Áustria. O país classificou uma atleta do esqui alpino feminino.

## Esqui alpino
| Atleta        | Evento                  | Descida 1  | Descida 2  | Total      | Pos.       |
| ------------- | ----------------------- | ---------- | ---------- | ---------- | ---------- |
| Isabella Todd | Slalom feminino         | 1:43.15    | 1:38.85    | 3:22.00    | 28         |
| Isabella Todd | Slalom gigante feminino | Não largou | Não largou | Não largou | Não largou |